# Haplochromis
Haplochromis är ett släkte av fiskar. Haplochromis ingår i familjen Cichlidae.

## Dottertaxa tillHaplochromis, i alfabetisk ordning[1]
- Haplochromis acidens
- Haplochromis adolphifrederici
- Haplochromis aelocephalus
- Haplochromis aeneocolor
- Haplochromis akika
- Haplochromis albertianus
- Haplochromis altigenis
- Haplochromis ampullarostratus
- Haplochromis angustifrons
- Haplochromis annectidens
- Haplochromis antleter
- Haplochromis apogonoides
- Haplochromis arcanus
- Haplochromis argenteus
- Haplochromis artaxerxes
- Haplochromis astatodon
- Haplochromis avium
- Haplochromis azureus
- Haplochromis barbarae
- Haplochromis bareli
- Haplochromis bartoni
- Haplochromis bayoni
- Haplochromis beadlei
- Haplochromis bicolor
- Haplochromis boops
- Haplochromis brownae
- Haplochromis bullatus
- Haplochromis bwathondii
- Haplochromis cassius
- Haplochromis cavifrons
- Haplochromis chilotes
- Haplochromis chlorochrous
- Haplochromis chromogynos
- Haplochromis chrysogynaion
- Haplochromis cinctus
- Haplochromis cinereus
- Haplochromis cnester
- Haplochromis commutabilis
- Haplochromis coprologus
- Haplochromis crassilabris
- Haplochromis crebridens
- Haplochromis crocopeplus
- Haplochromis cronus
- Haplochromis cryptodon
- Haplochromis cryptogramma
- Haplochromis cyaneus
- Haplochromis decticostoma
- Haplochromis degeni
- Haplochromis dentex
- Haplochromis dichrourus
- Haplochromis diplotaenia
- Haplochromis dolichorhynchus
- Haplochromis dolorosus
- Haplochromis eduardianus
- Haplochromis eduardii
- Haplochromis elegans
- Haplochromis empodisma
- Haplochromis engystoma
- Haplochromis erythrocephalus
- Haplochromis erythromaculatus
- Haplochromis estor
- Haplochromis eutaenia
- Haplochromis exspectatus
- Haplochromis fischeri
- Haplochromis flavipinnis
- Haplochromis flavus
- Haplochromis fuelleborni
- Haplochromis fuscus
- Haplochromis fusiformis
- Haplochromis gigas
- Haplochromis gigliolii
- Haplochromis gilberti
- Haplochromis gowersii
- Haplochromis gracilior
- Haplochromis granti
- Haplochromis graueri
- Haplochromis greenwoodi
- Haplochromis guiarti
- Haplochromis harpakteridion
- Haplochromis heusinkveldi
- Haplochromis hiatus
- Haplochromis howesi
- Haplochromis humilior
- Haplochromis humilis
- Haplochromis igneopinnis
- Haplochromis insidiae
- Haplochromis iris
- Haplochromis ishmaeli
- Haplochromis kamiranzovu
- Haplochromis katavi
- Haplochromis katonga
- Haplochromis katunzii
- Haplochromis kujunjui
- Haplochromis labiatus
- Haplochromis labriformis
- Haplochromis lacrimosus
- Haplochromis laparogramma
- Haplochromis latifasciatus
- Haplochromis limax
- Haplochromis lividus
- Haplochromis loati
- Haplochromis longirostris
- Haplochromis luteus
- Haplochromis macconneli
- Haplochromis macrocephalus
- Haplochromis macrognathus
- Haplochromis macrops
- Haplochromis macropsoides
- Haplochromis maculipinna
- Haplochromis mahagiensis
- Haplochromis maisomei
- Haplochromis malacophagus
- Haplochromis mandibularis
- Haplochromis martini
- Haplochromis maxillaris
- Haplochromis mbipi
- Haplochromis megalops
- Haplochromis melanopterus
- Haplochromis melanopus
- Haplochromis melichrous
- Haplochromis mentatus
- Haplochromis mento
- Haplochromis michaeli
- Haplochromis microchrysomelas
- Haplochromis microdon
- Haplochromis multiocellatus
- Haplochromis mylergates
- Haplochromis mylodon
- Haplochromis nanoserranus
- Haplochromis nigrescens
- Haplochromis nigricans
- Haplochromis nigripinnis
- Haplochromis nigroides
- Haplochromis niloticus
- Haplochromis nubilus
- Haplochromis nuchisquamulatus
- Haplochromis nyanzae
- Haplochromis nyererei
- Haplochromis obesus
- Haplochromis obliquidens
- Haplochromis obtusidens
- Haplochromis occultidens
- Haplochromis oligolepis
- Haplochromis olivaceus
- Haplochromis omnicaeruleus
- Haplochromis oregosoma
- Haplochromis orthostoma
- Haplochromis pachycephalus
- Haplochromis pallidus
- Haplochromis paludinosus
- Haplochromis pancitrinus
- Haplochromis pappenheimi
- Haplochromis paradoxus
- Haplochromis paraguiarti
- Haplochromis paraplagiostoma
- Haplochromis paropius
- Haplochromis parorthostoma
- Haplochromis parvidens
- Haplochromis paucidens
- Haplochromis pellegrini
- Haplochromis percoides
- Haplochromis perrieri
- Haplochromis petronius
- Haplochromis pharyngalis
- Haplochromis pharyngomylus
- Haplochromis phytophagus
- Haplochromis piceatus
- Haplochromis pitmani
- Haplochromis placodus
- Haplochromis plagiodon
- Haplochromis plagiostoma
- Haplochromis plutonius
- Haplochromis prodromus
- Haplochromis prognathus
- Haplochromis pseudopellegrini
- Haplochromis ptistes
- Haplochromis pundamilia
- Haplochromis pyrrhocephalus
- Haplochromis pyrrhopteryx
- Haplochromis retrodens
- Haplochromis riponianus
- Haplochromis rubescens
- Haplochromis rubripinnis
- Haplochromis rudolfianus
- Haplochromis rufocaudalis
- Haplochromis rufus
- Haplochromis sauvagei
- Haplochromis saxicola
- Haplochromis scheffersi
- Haplochromis schubotzi
- Haplochromis schubotziellus
- Haplochromis serranus
- Haplochromis serridens
- Haplochromis simotes
- Haplochromis simpsoni
- Haplochromis smithii
- Haplochromis snoeksi
- Haplochromis spekii
- Haplochromis sphex
- Haplochromis squamipinnis
- Haplochromis squamulatus
- Haplochromis sulphureus
- Haplochromis tanaos
- Haplochromis taurinus
- Haplochromis teegelaari
- Haplochromis teunisrasi
- Haplochromis theliodon
- Haplochromis thereuterion
- Haplochromis thuragnathus
- Haplochromis tridens
- Haplochromis turkanae
- Haplochromis tyrianthinus
- Haplochromis ushindi
- Haplochromis vanoijeni
- Haplochromis welcommei
- Haplochromis velifer
- Haplochromis venator
- Haplochromis vicarius
- Haplochromis victoriae
- Haplochromis victorianus
- Haplochromis vittatus
- Haplochromis vonlinnei
- Haplochromis worthingtoni
- Haplochromis xanthopteryx
- Haplochromis xenognathus
- Haplochromis xenostoma